# たそがれの女心
『たそがれの女心』（たそがれのおんなごころ、原題：Madame de...)は、1953年に製作・公開されたフランスとイタリアの合作映画である。ルイーズ・ド・ヴィルモランの小説を基にしている。監督はマックス・オフュルス。シャルル・ボワイエとダニエル・ダリュー、ヴィットリオ・デ・シーカが主演した。

## キャスト
※括弧内は日本語吹き替え（テレビ版・初回放送1965年12月16日『テレビ名画座』）
- アンドレ: シャルル・ボワイエ（島宇志夫）
- ルイーズ: ダニエル・ダリュー（水城蘭子）
- ファブリツィオ・ドナーティ男爵: ヴィットリオ・デ・シーカ
- レミー氏: ジャン・ドゥビュクール
- ベルナック氏: ジャン・ガラン

## スタッフ
- 監督: マックス・オフュルス
- 脚本: マックス・オフュルス、マルセル・アシャール、アネット・ワドマン
- 音楽: オスカー・シュトラウス、ジョルジュ・ヴァン・パリ
- 撮影: クリスチャン・マトラ
- 編集: ボリス・レウィン
- プロダクションデザイン: ジャン・ドーボンヌ
- 衣裳: ジョルジュ・アンネンコフ、ロジーヌ・ドラマール

## 受賞
- アカデミー衣裳デザイン賞：ジョルジュ・アンネンコフ、ロジーヌ・ドラマール